# Le Tampon
Le Tampon is de op vier na grootste gemeente van het Franse overzeese departement Réunion. De gemeente is gelegen in het zuidelijk deel van het midden van het eiland en had in 2004 een bevolking van 66.700 inwoners op een oppervlakte van 180,30 km². De agglomeratie die Le Tampon vormt met Saint-Pierre telt 140.700 inwoners, en is daarmee de op een na grootste van het eiland.